# Мурзин, Ибрагим Хусаинович
Ибрай (Ибрагим) Хусаинович Мурзин (1916—1945) — участник Великой Отечественной войны, Герой Советского Союза (1945 год).

## Биография
Ибрай (Ибрагим) Хусаинович Мурзин родился в 1916 году в селе Старое Шугурово Казанской губернии (ныне Лениногорского района Республики Татарстан) в семье крестьянина. Татарин. Работал на Шугуровском битумном заводе, затем в городе Краматорск Донецкой области.
В Советской Армии с 1941 года. В действующей армии с июля 1942 года. Член КПСС с 1943 года.
Командир орудия 158-го гвардейского артиллерийского полка (78-я гвардейская стрелковая дивизия, 5-я гвардейская армия, 1-й Украинский фронт) гвардии старший сержант Мурзин первым 1 февраля 1945 года переправил своё орудие через Одер в районе поселка Призен (8 км северо-западнее города Бжег, Польша) и вступил в бой за плацдарм. Находясь в боевых порядках пехоты, вместе с расчётом орудия участвовал в освобождении этого населенного пункта. Подавил 3 пулемёта и уничтожил до роты солдат противника. 6 февраля 1945 года Мурзин в составе батареи отразил попытки противника вырваться из окружения.
Указом Президиума Верховного Совета СССР от 10 апреля 1945 года за образцовое выполнение боевых заданий Командования на фронте борьбы с немецкими захватчиками и проявленные при этом отвагу и геройство гвардии старшему сержанту Мурзину Ибраю Хусаиновичу присвоено звание Героя Советского Союза с вручением ордена Ленина и медали «Золотая Звезда».
В декабре 1945 года погиб, находясь в составе групп советских войск за рубежом.

## Награды
- Медаль «Золотая Звезда» Героя Советского Союза (10.04.1945)[3][4]
- Орден Ленина (10.04.1945)
- Орден Отечественной войны I степени (06.06.1945)[6]
- Орден Красной Звезды (09.07.1945)[7]
- Медаль «За боевые заслуги» (1942)
- Медаль «За оборону Сталинграда»
- другие медали

## Память
В посёлке Шугурово установлен бюст Героя, обелиск на Аллее Героев г. Лениногорск. Его именем названа улица в городе Лениногорске.